# San Fabián (Chile)
San Fabián ist eine Gemeinde in der Provinz Punilla in der Región de Ñuble in Chile. Bei der Volkszählung im Jahr 2017 hatte sie 4308 Einwohner. Die Gemeinde erstreckt sich über eine Fläche von 1568,3 km².

## Geschichte
Die Gründung von San Fabián geht auf das Jahr 1865 zurück. Der Großgrundbesitzer Fabián de la Fuente errichtete die Siedlung im Tal von Alico, nachdem dort ansässige indigene Gemeinschaften verdrängt worden waren. Die offizielle Anerkennung als „Villa de San Fabián de Alico“ erfolgte durch ein Dekret des damaligen Innenministers Álvaro Covarrubias vom 7. Dezember 1865.
Am 22. Dezember 1891 wurde San Fabián de Alico zur Hauptstadt der neu geschaffenen Gemeinde erklärt. Sie gehörte verwaltungstechnisch zum Departamento San Carlos und umfasste unter anderem die Subdelegationen Zemita (Cachapoal) und San Fabián (San Fabián de Alico). Erst im Jahr 1976 wurde San Fabián als eigenständige Gemeinde mit eigener Verwaltung anerkannt.

## Bevölkerung
Laut der Volkszählung des Nationalen Statistikinstituts von 2002 hatte San Fabián 3646 Einwohner; davon lebten 1452 (39,8 %) in städtischen Gebieten und 2194 (60,2 %) auf dem Land. 1877 (51,5 %) waren Männer und 1769 (48,5 %) Frauen. Die Gemeindebevölkerung sank zwischen den Volkszählungen von 1992 und 2002 um 4,1 % (157 Personen). Im Jahr 2017 zählte man 4308 Personen.

## Orte
In der Gemeinde San Fabián befinden sich folgende Orte:
- San Fabián de Alico (Hauptort)
- Paso Ancho
- La Vega
- Los Puquios
- La Montaña
- La Punilla
- Trabuncura
- El Macal
- Bullileo
- El Palo
- Las Guardias

## Sozioökonomische Ungleichheit
Laut Daten der Casen-Umfrage 2006 weist San Fabián den höchsten Gini-Koeffizient Chiles auf, mit einem Wert von 0,607, gefolgt von der Gemeinde San Pedro de la Paz in der Región del Biobío mit einem Index von 0,541. Dieser Index misst das Ausmaß der Ungleichverteilung des Einkommensniveaus, wobei 0 für minimale und 1 für maximale Ungleichheit steht.